# Séméac

Séméac este o comună în departamentul Hautes-Pyrénées din sudul Franței. În 2009 avea o populație de 4.814 de locuitori.

## Evoluția populației
| An        | 1975  | 1982  | 1990  | 1999  | 2006  | 2009  |
| --------- | ----- | ----- | ----- | ----- | ----- | ----- |
| Populație | 5.158 | 5.012 | 4.428 | 4.751 | 5.031 | 4.814 |